# آوون-ل-مارسیلی
آوون-ل-مارسیلی (به فرانسوی: Avant-lès-Marcilly) یک کمون در فرانسه است که در canton of Marcilly-le-Hayer واقع شده‌است. آوون-ل-مارسیلی ۲۷٫۶۲ کیلومتر مربع مساحت دارد ۱۱۰ متر بالاتر از سطح دریا واقع شده‌است.